# Notoreas blax
Notoreas blax là một loài bướm đêm trong họ Geometridae.